# 达家沟镇
达家沟镇，是中华人民共和国吉林省长春市德惠市下辖的一个乡镇级行政单位。

## 行政区划
达家沟镇下辖以下地区：
仲达社区、百兴社区、站前社区、达家沟村、杏山村、郝家村、十二马驾村、六家子村、五家子村、獾子洞村、三家子村、榆树沟村、张家村、合义村、天合村、豹虎山村和安山村。

## 交通
京哈铁路：达家沟站